# Johan Maasbach Wereldzending
De Stichting Johan Maasbach Wereldzending (JMWZ) is een organisatie die behoort tot de pinksterbeweging. De organisatie werd in 1958 opgericht als Volle Evangelie Zending, maar wijzigde in 1968 haar naam in Johan Maasbach Wereldzending. De Nederlandse evangelist Johan Maasbach (1918-1997) was vooral in de jaren zestig zeer bekend, nadat hij in 1958 was opgetreden als vertaler bij een gebedsgenezingscampagne van de Amerikaanse evangelist Thomas Lee Osborn. In deze periode bouwde hij een netwerk van gemeenten uit met als centrum de voormalige bioscoop Capitol in Den Haag. Hier is ook de uitgeverij Gazon gevestigd. In 1994 verliet een vijftal voorgangers de organisatie, van wie de evangelist Jan Zijlstra met zijn genezingsdiensten de meeste publiciteit wist te verwerven.
Na het overlijden van Johan Maasbach in 1997 nam zijn zoon David Maasbach (1959) de leiding van de organisatie over. Ook andere kinderen van Johan, onder wie John T.L. Maasbach, spelen een rol in de beweging. Aan de organisatie zijn een aantal plaatselijke kerkelijke gemeenten verbonden met de naam The Blessing, onder meer in Amsterdam (Calvariekerk), Den Haag (Capitol), Gouda (Gouwekerk) en Utrecht (Immanuelkerk). Behalve in Nederland heeft de Wereldzending ook gemeenten in Engeland, Indonesië, India en de Verenigde Staten. In veel andere landen zijn evangelisatiecampagnes gevoerd.
Sinds ongeveer 2010 is er een kentering gekomen in de groei en, gevoed door steeds meer kritiek van buitenstaanders en ex-leden, is er een daling van het aantal leden ingezet en verscheidene kerken van de gemeente zijn gesloten. Ook is de zendtijd op SBS6 gehalveerd van een uur per week naar een half uur.